# Gomesa scullyi
Gomesa scullyi är en orkidéart som först beskrevs av Guido Frederico João Pabst och Arthur Ferreira de Mello, och fick sitt nu gällande namn av Mark W. Chase och Norris Hagan Williams. Gomesa scullyi ingår i släktet Gomesa och familjen orkidéer. Inga underarter finns listade i Catalogue of Life.